# Bobby Z - Il signore della droga
Bobby Z - Il signore della droga (The Death and Life of Bobby Z) è un film del 2007 diretto da John Herzfeld con protagonisti Paul Walker, Laurence Fishburne, Olivia Wilde, Joaquim de Almeida. Il film è tratto dal romanzo La leggenda di Bobby Z di Don Winslow.

## Trama
Tim Kearney è un ex marine finito in galera, dove peggiora la sua situazione a causa di una rissa. Dietro le sbarre viene contattato da Tad Grusza, un agente della Dea che gli chiede di impersonare Bobby Z, uno spacciatore di marijuana di medio taglio collegato al boss del narcotraffico messicano Don Huertero. Tim si ritrova ben presto scambiato con il partner di Tad, preso prigioniero da Don, e finisce oltreconfine dove allaccia un buon rapporto con la ex di Bobby Z, Elizabeth, e con suo figlio undicenne Kit.